# Феррейра Виейра, Жусие
Жусие́ Ферре́йра Вье́йра (порт.-браз. Jussiê Ferreira Vieira; 19 сентября 1983, Нова-Венесия), более известный как Жусие́ (порт.-браз. Jussiê) — бразильский футболист, нападающий.

## Карьера
Первым большим клубом в карьере Жусие стал «Крузейро». Дебютировав в первой команде в 2001 году, первые два сезона боролся за место в основном составе и сыграл всего 16 игр. В апреле 2003 перешёл на правах аренды в японскую команду «Касива Рейсол», за которую забил 5 мячей в 17 играх. Вернувшись в Бразилию, стал ведущим игроком и лучшим бомбардиром сезона в «Крузейро», забив 12 мячей.
Зимой 2005 года перешёл во французский «Ланс». Дебютировал в чемпионате Франции в матче против «Нанта» (2:0) 19 февраля. Первый мяч забил в игре с «Метцем» (1:1) 7 мая. Всего за «Ланс» сыграл 68 матчей в чемпионате и забил 13 мячей. Играл также в еврокубках.
Став в 2007 году игроком «Бордо», конкурировал за место в составе с Маруаном Шамахом, Жаном-Клодом Даршвилем и Фернандо Кавенаги. Жусие забил всего два гола, а команда «Бордо» закончила сезон на шестой позиции. Вместе с «Бордо» в сезоне 2008/09 Жусие выиграл чемпионат Франции.
В 2011 году получил также французское гражданство.

## Достижения
Крузейро
- Чемпион Бразилии : 2003
- Чемпион штата Минас-Жерайс: 2002 (экстра-чемпионат), 2003
- Кубок Бразилии (новый): 2003
- Победитель турнира Сул-Минас: 2001, 2002

Ланс
- Победитель Кубка Интертото: 2005

Бордо
- Чемпион Франции: 2008/09
- Серебряный призёр чемпионата Франции: 2007/08
- Обладатель Суперкубка Франции: 2008
- Обладатель Кубка Французской лиги: 2006/07 2008/09